# Afyonkarahisar (prowincja)
Afyonkarahisar („Czarna twierdza opium”; Afyon) – prowincja (il) w Turcji.
Sąsiadujące prowincje to: Kütahya (na północny zachód), Uşak (zachód), Denizli (południowy zachód), Burdur (południe), Isparta (południowy wschód), Konya (wschód), and Eskişehir (północ). Stolicą prowincji jest Afyonkarahisar. Prowincja zajmuje 14 230 km², zamieszkuje ją około 744 tys. osób (stan na 2021 rok).

## Dystrykty
Prowincja Afyonkarahisar dzieli się na 18 dystryktów:
- Afyonkarahisar (główny dystrykt)
- Başmakçı
- Bayat
- Bolvadin
- Çay
- Çobanlar
- Dazkırı
- Dinar
- Emirdağ
- Evciler
- Hocalar
- İhsaniye
- İscehisar
- Kızılören
- Sandıklı
- Sinanpaşa
- Sultandağı
- Şuhut